# Jelena Kondakova
Jelena Vladimirovna Kondakova (Russisch: Елена Владимировна Кондакова) (Mytisjtsji, 30 maart 1957) is een Russisch voormalig ruimtevaarder. Kondakova’s eerste ruimtevlucht was Sojoez TM-20 en vond plaats op 3 oktober 1994. Het was de twintigste Russische expeditie naar het ruimtestation Mir en maakte deel uit van het Sojoez-programma.
In totaal heeft Kondakova twee ruimtevluchten op haar naam staan. Ze was de eerste Russische vrouw die meevloog aan boord van een spaceshuttle. In 1999 ging zij als astronaut met pensioen. Kondakova is weduwe van Valeri Rjoemin.